# Arts et Métiers ParisTech
Arts et Métiers ParisTech o École Nationale Supérieure d'Arts et Métiers ParisTech (ENSAM) è un'antica istituzione francese per ingegneria nonché una delle più prestigiose. Fu creata nel 1780 con il nome di "Scuola di Artes e Mestieri" ma è tuttora attiva in Francia, come istituzione universitaria dipendente dal Ministère de l'Enseignement Supérieur et de la Recherche.

## Didattica
Offre corsi di livello laurea specialistica, di master di secondo livello e di formazione continua. 
Si possono raggiungere i seguenti diplomi: 
- Diplôme d'Ingénieur Arts et Métiers (Arts et Métiers Graduate ingegnere Master)
- Laurea magistrale, Master ricerca & Doctorat (PhD studi di dottorato)
- Laurea specialistica, Master specializzati (Mastère MS Spécialisé).
- MBA (Master in Business Administration)

## Formazione
Per gli studenti ammessi alla formation initiale (formazione iniziale), il corso di studi dura tre anni e si concentra su sei aree tematiche di I e II grado:
- Matematica e statistica
- Elettrotecnica
- Meccanica
- Gestione e amministrazione
- Ingegneria industriale
- Economia e scienze sociali
- Scienza dei materiali
- Meccanica dei liquidi
- Programmazione
- Ingegneria strutturale
- Lingua e della cultura internazionale
- Termodinamica

Arts et Métiers ParisTech campus
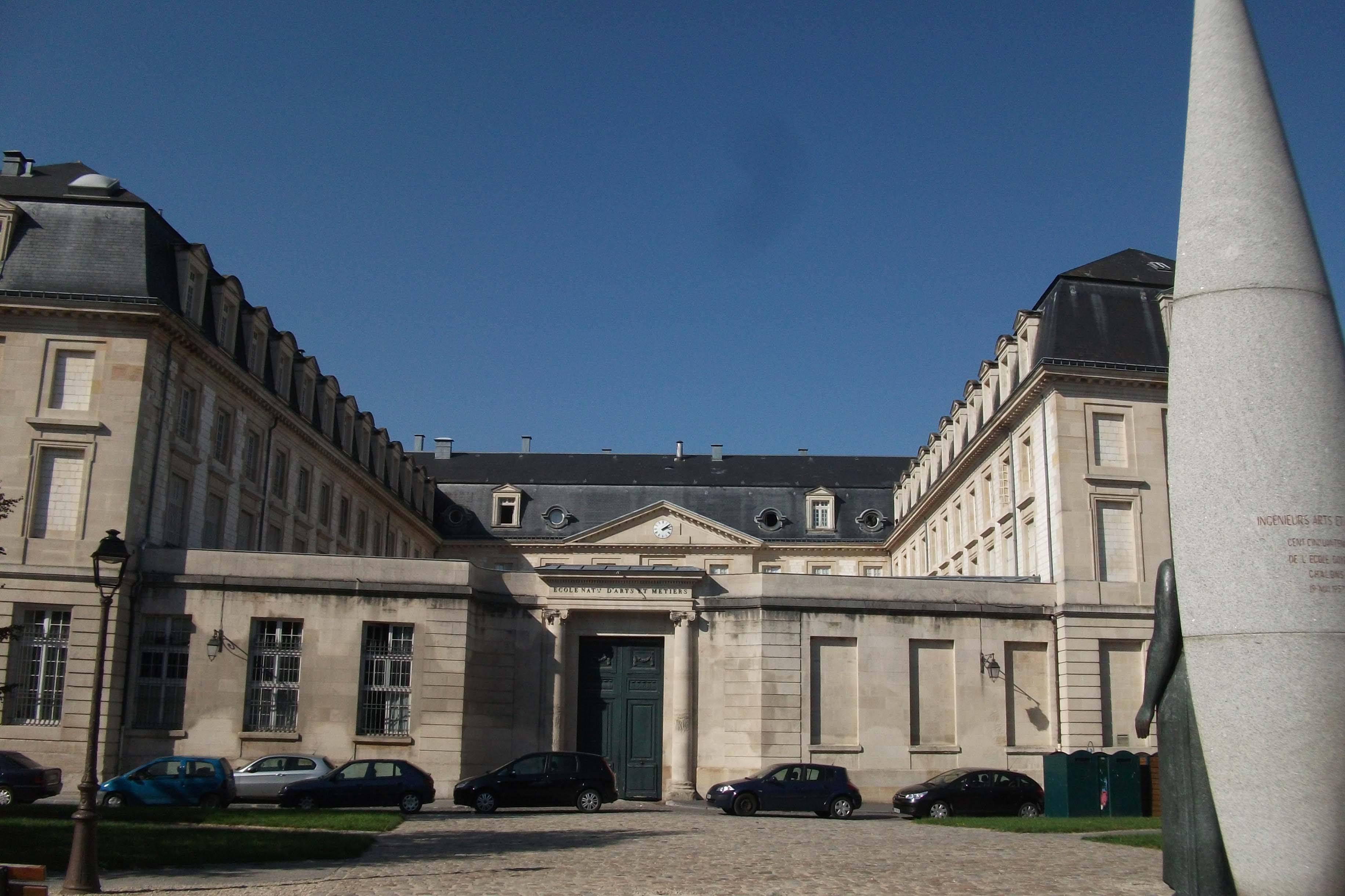
1806, Châlons-en-Champagne.
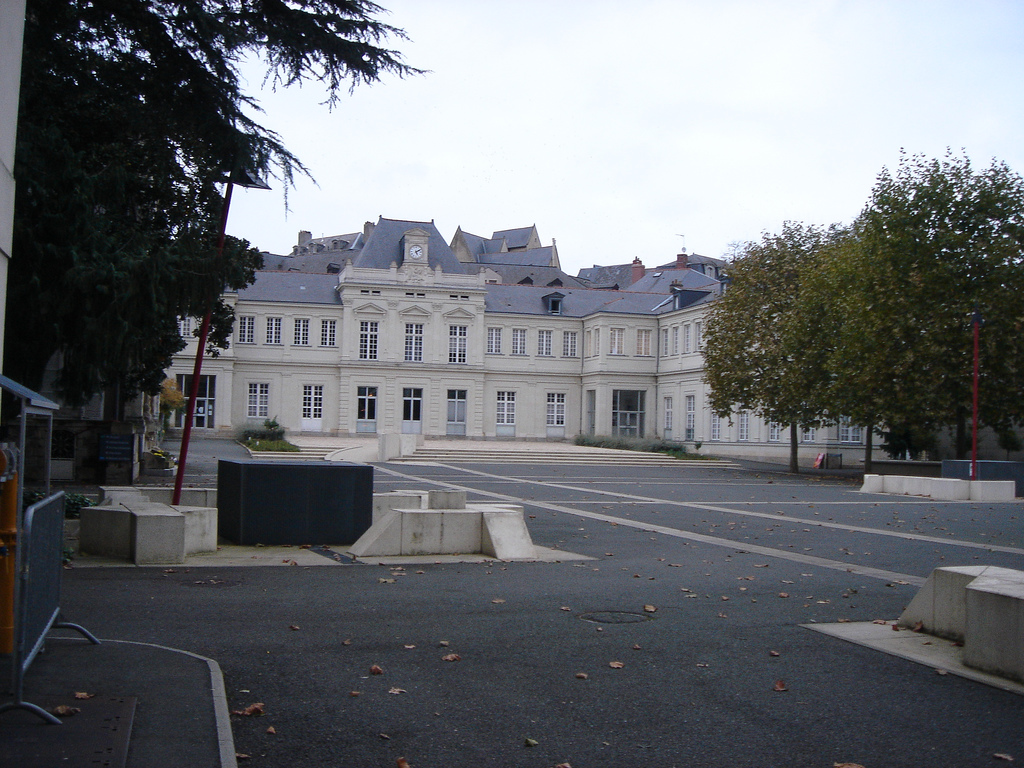
1815, Angers.
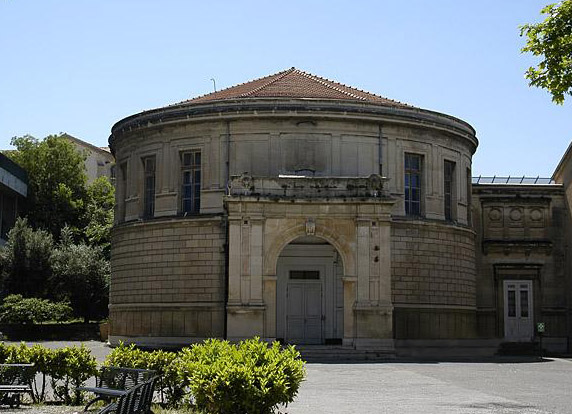
1843, Aix-en-Provence.
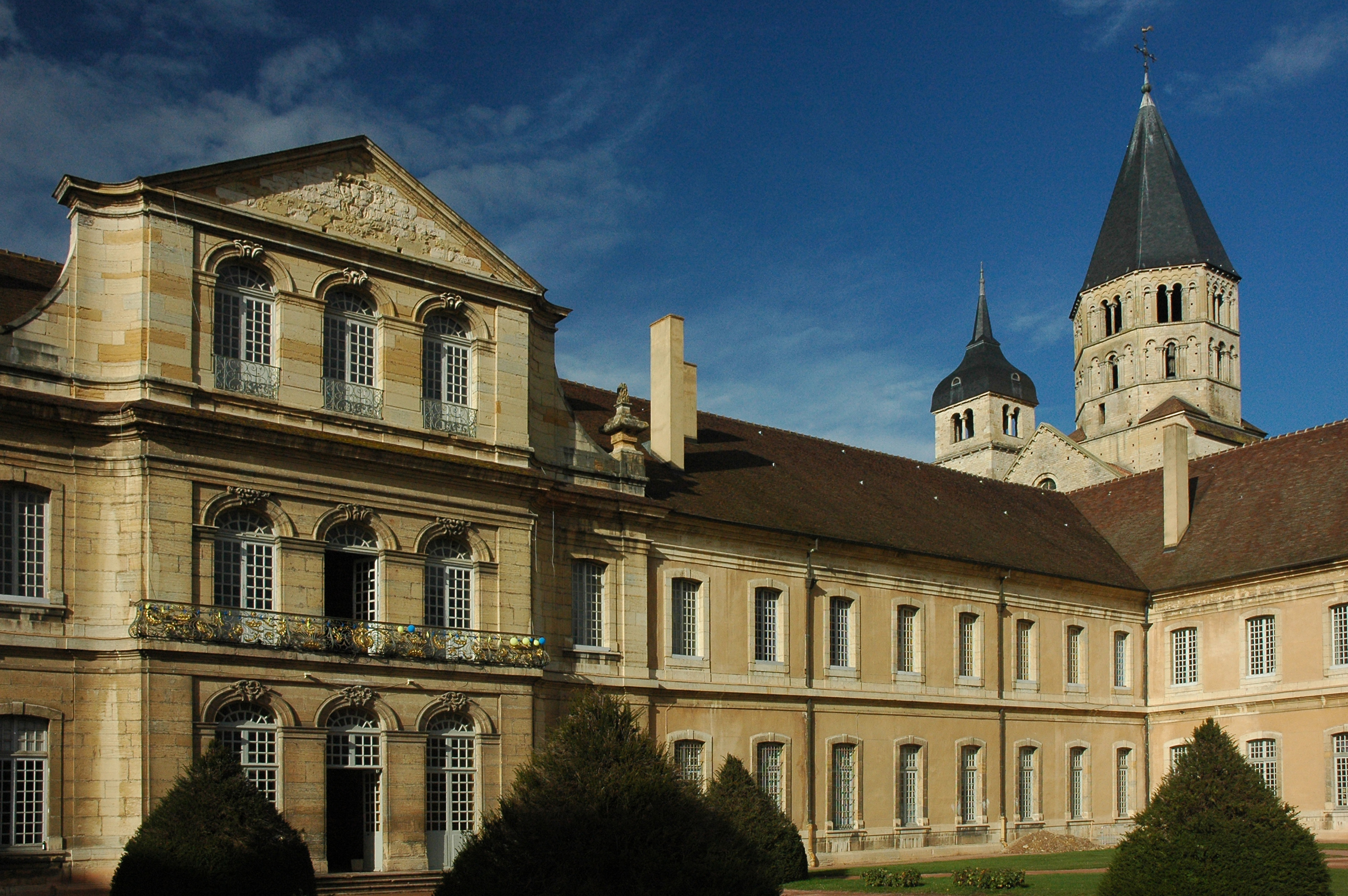
1890, Cluny.
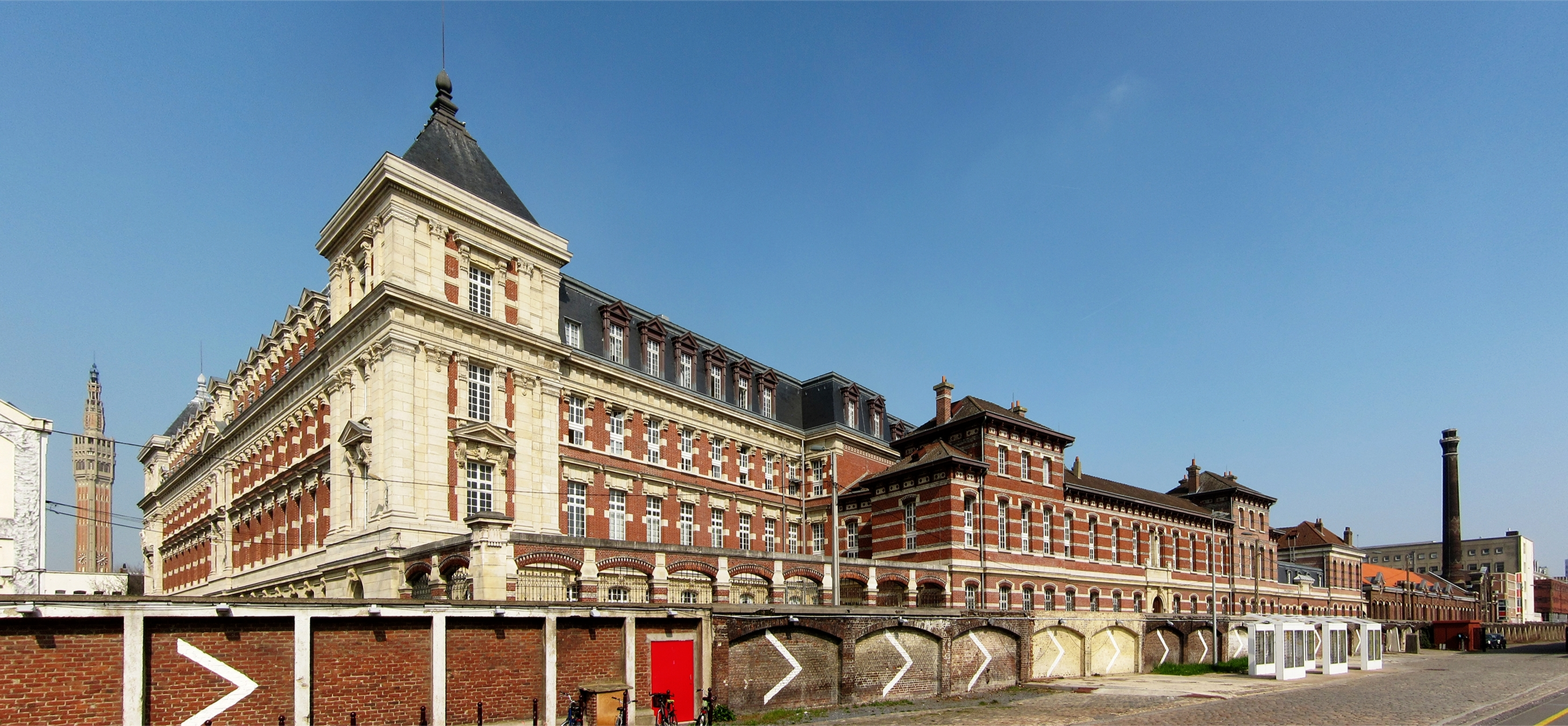
1900, Lilla.